# Tarkett (Сербия)
Tarkett (полное наименование Tarkett d.o.o. Bačka Palanka) — сербская компания, специализируется на производстве напольных покрытий, штаб-квартира находится в Бачка-Паланке, Сербия. Она принадлежит французской группе компаний Tarkett.

## История
26 апреля 2002 года, через месяц после подписания соглашения между шведской компанией Tarkett Sommer и сербской фирмой Sintelon, было основано совместное предприятие Tarkett-Sintelon. В ноябре 2005 года компания открыла новый завод напольных покрытий стоимостью 15 миллионов евро.
В ноябре 2006 года Tarkett купила 21,1 % акций за 44,9 миллионов евро, став владельцем контрольного пакета акций в 64,3 %. В 2007 году Tarkett вложилась в открытие нового завода стоимостью 10 миллионов евро, который в конечном итоге удвоил производство с 2008 года.
В июле 2009 года Tarkett купила 34,99 % акций компании за 117 млн евро. К 2009 году Tarkett увеличила долю в структуре собственности до более чем 99 %, выкупив оставшиеся акции у миноритарных акционеров.

## Отчётность
Компания производит ламинат, поливинилхлорид, линолеум и напольные покрытия. Помимо напольных покрытий для домашних хозяйств, она производит полы для профессионального и спортивного назначения.
Согласно консолидированной годовой финансовой отчётности за 2013 календарный год, поданной в сербское Агентство экономического реестра, у компании было 2755 сотрудников и годовая прибыль в размере 7 425 388 000 сербских динаров (64 770 000 €).
С 2004 года Tarkett является одним из крупнейших экспортёров в Сербии. В 2011 году это был самый крупный сербский экспортёр.